# Spiegeldicht
Het spiegeldicht is een dichtvorm die terug te leiden is tot de Rederijkers.
In het spiegeldicht worden zinnen herhaald, vergelijkbaar met een rondeel, maar in tegenstelling tot een rondeel wordt een zin maar een keer herhaald.
Een spiegeldicht bestaat uit rijmende zinnen en geen (of soms één) unieke zin. De rijmende zinnen worden dan gespiegeld en vormen zo de conclusie van het gedicht. De rijm in een spiegeldicht is gekruist rijm (a b a b) of gepaard rijm (a a b b).
Een spiegeldicht kan de volgende vorm hebben:
- zin 1, zin 2, zin 3, zin 4, zin 5, zin 4, zin 3, zin 2, zin 1 (met unieke regel = zin 5)
- zin 1, zin 2, zin 3, zin 4, zin 4, zin 3, zin 2, zin 1 (zonder unieke regel)